# RSGC1
RSGC1 (Cụm siêu sao khổng lồ đỏ 1) là cụm sao phân tán khổng lồ trẻ thuộc Ngân Hà. Nó được phát hiện vào năm 2006 trong các dữ liệu được một số khảo sát hồng ngoại tạo ra, được đặt tên như vậy vì số lượng thành viên siêu sao khổng lồ đỏ chưa từng thấy. Cụm này nằm trong chòm sao Thuẫn Bài ở khoảng cách khoảng 6,6 kpc từ Mặt Trời. Nó có khả năng nằm ở điểm giao cắt của đầu phía bắc của Tay đòn dài của Ngân Hà và phần bên trong của nhánh Thuẫn Bài-Bán Nhân Mã - một trong hai nhánh xoắn ốc chính của Ngân Hà.
Tuổi của RSGC1 được ước tính là 10-14 triệu năm. Cụm này là rất mờ nhạt và không được phát hiện trong ánh sáng nhìn thấy. Nó nằm gần các nhóm siêu sao khổng lồ đỏ khác được biết đến như là Stephenson 2, RSGC3, Alicante 7, Alicante 8 và Alicante 10. Khối lượng của RSGC1 ước tính khoảng 30.000 lần khối lượng Mặt Trời, làm cho nó trở thành một trong những cụm sao phân tán lớn nhất trong Ngân Hà.
Các siêu sao khổng lồ đỏ quan sát được với khối lượng khoảng 16-20 lần khối lượng Mặt Trời là các tiền thân của siêu tân tinh loại II. Hơn 200 ngôi sao chuỗi chính đã được phát hiện với khối lượng trên 8 M☉ cho phép xác định khoảng cách từ chuỗi chính là phù hợp. Mười bốn thành viên siêu sao khổng lồ đỏ đã được xác định.
| Sao | Kiểu quang phổ | Cấp sao (Băng tần K) | Nhiệt độ (hiệu dụng, K) | Cấp sao tuyệt đối | Độ sáng (L☉)    | Bán kính (R☉) |
| --- | -------------- | -------------------- | ----------------------- | ----------------- | --------------- | ------------- |
| F01 | M5             | 4,962                | 3300-3450               | −11,75            | 257.000-263.000 | 1.435-1.551   |
| F02 | M2             | 5,029                | 3600-3660               | −11,92            | 363.000         | 1.498-1.549   |
| F03 | M5             | 5,333                | 3200-3450               | −11,28            | 166.000-174.000 | 1.168-1.326   |
| F04 | M1             | 5,342                | 3752-3900               | −11,24            | 174.000-209.000 | 914-1.082     |
| F05 | M4             | 5,535                | 3535-3600               | −11,36            | 166.000-195.000 | 1.047-1.177   |
| F06 | M5             | 5,613                | 3300-3450               | −10,70            | 100.000         | 885-967       |
| F07 | M3             | 5,631                | 3600-3605               | −10,81            | 78.000-126.000  | 718-910       |
| F08 | M3             | 5,654                | 3605-3700               | −11,33            | 200.000         | 1.088-1.146   |
| F09 | M6             | 5,670                | 3100-3399               | −10,92            | 117.000-126.000 | 986-1.231     |
| F10 | M3             | 5,709                | 3500-3605               | −10,86            | 123.000-132.000 | 931-954       |
| F11 | M5             | 5,722                | 3535-3600               | −11,03            | 138.000-145.000 | 955-1.015     |
| F12 | M0             | 5,864                | 3200                    | −10,70            | 95.000-200.000  | 1.003         |
| F13 | K2             | 5,957                | 4015-4100               | −11,39            | 251.000-282.000 | 993-1.098     |
| F14 | M3             | 6,167                | 3500-3605               | −10,25            | 47.000-74.000   | 590-697       |
| F15 | G0             | 6,682                | 6850                    | −10,07            | 229.000         | 340           |